# Episodi de La casa del guardaboschi (ottava stagione)
L'ottava stagione della serie televisiva La casa del guardaboschi è in onda dal 14 febbraio 1997 al 13 luglio 1998 sul canale ZDF.
| nº | Titolo originale        | Titolo italiano | Prima TV Germania | Prima TV in italiano |
| -- | ----------------------- | --------------- | ----------------- | -------------------- |
| 1  | Advent, Advent          |                 | 14 febbraio 1997  |                      |
| 2  | Der Weihnachtsmann      |                 | 21 febbraio 1997  |                      |
| 3  | Wie die Alten sungen... |                 | 28 febbraio 1997  |                      |
| 4  | Die Husky-Story         |                 | 7 marzo 1997      |                      |
| 5  | Herz und Schmerz        |                 | 11 maggio 1998    |                      |
| 6  | Lebensräume             |                 | 18 maggio 1998    |                      |
| 7  | Eine harte Nuss         |                 | 25 maggio 1998    |                      |
| 8  | Überraschungen          |                 | 8 giugno 1998     |                      |
| 9  | Väter und Töchter       |                 | 15 giugno 1998    |                      |
| 10 | Unerwartete Wendungen   |                 | 22 giugno 1998    |                      |
| 11 | Missverständnisse       |                 | 29 giugno 1998    |                      |
| 12 | Süße Zeiten             |                 | 6 luglio 1998     |                      |
| 13 | Jagdfieber              |                 | 13 luglio 1998    |                      |